# Lucien Deschodt
Lucien Adolphe Deschodt (Poperinge, 28 mei 1906 - 9 november 1947) was een Belgisch volksvertegenwoordiger en burgemeester.

## Levensloop
Deschodt was getrouwd met Agnes Rouseré.
In zijn jeugd was hij een actieve medewerker binnen de geledingen van de Katholieke Actie.
Na de oorlog was hij op weg naar een beloftevolle politieke loopbaan. Bij de gemeenteraadsverkiezingen van 1946 kende zijn CVP-lijst succes en werd hij burgemeester. Begin 1947 werd hij feestelijk ingehuldigd.
In februari 1946 werd hij ook verkozen tot CVP-volksvertegenwoordiger voor het arrondissement Ieper. Negen maanden later overleed hij op de operatietafel ten gevolge van een medische fout.
In herinnering aan hem werd een monument opgericht op het Burgemeester Bertenplein. Het betreft een bakstenen gedenkteken met de bronzen afbeelding van Lucien Deschodt en met het opschrift Glorievol straalt over Purperstede 't schitterend licht van uw kortstondig bestuur.